# T2 Trainspotting
T2 Trainspotting, noto anche come Trainspotting 2, è un film del 2017 diretto da Danny Boyle.
La pellicola è il sequel del film cult Trainspotting (1996) e adattamento cinematografico dei romanzi Trainspotting e Porno. Per questo film sono tornati, oltre al regista Boyle e allo sceneggiatore John Hodge, anche i quattro protagonisti del film originale, Ewan McGregor, Robert Carlyle, Jonny Lee Miller e Ewen Bremner.

## Trama
Vent'anni dopo le vicende narrate nel primo film, Mark Renton torna da Amsterdam, dove vive con la moglie, ad Edimburgo: sua madre è ormai morta, mentre suo padre vive da solo nella casa di famiglia. Daniel "Spud" Murphy lotta ancora con la dipendenza da eroina, che gli impedisce di portare avanti il rapporto con la partner di lunga data, Gail, e il figlio, Fergus. Simon "Sick Boy" Williamson continua a vivere una vita di crimine e piccoli espedienti: a Leith gestisce con scarso profitto un pub chiamato Port Sunshine, lasciatogli in eredità da sua zia; al contempo, non esita ad occuparsi di svariate attività illecite, come una fruttifera attività di estorsione e ricatto e la coltivazione di piante di cannabis nel proprio seminterrato. Francis "Franco" Begbie sta invece scontando una pena detentiva di 25 anni e gli è appena stato negato l'appello a causa del suo temperamento violento.
Dopo aver visitato il padre e la sua vecchia camera da letto, Mark va a trovare Spud nel suo appartamento, proprio mentre sta tentando il suicidio. In seguito Mark visita Simon al Port Sunshine; inizialmente Simon saluta in maniera amichevole Mark, interrogandolo sulla sua vita ad Amsterdam, ma l'incontro si sviluppa ben presto in una violenta rissa. Mark, svenuto, quando si sveglia consegna a Simon una busta contenente quattromila sterline, la quota derivante dall'affare relativo all'eroina che sarebbe spettata a Simon, ma che Mark vent'anni prima rubò.
Mark decide di rimanere ad Edimburgo e, recatosi a Leith, fa visita a Simon per spiegargli che il suo matrimonio è finito, che tre mesi prima ha subito un infarto che lo ha costretto ad un intervento con il quale gli è stato inserito uno stent e sta perdendo il proprio posto di lavoro perché l'azienda presso la quale è impiegato sta riducendo il relativo personale. Simon, allora, propone a Mark di ristrutturare il piano superiore dell'edificio nel quale si trova il suo pub, rendendolo un "centro ricreativo" gestito da Veronika, la partner di Simon, che, peraltro, ha partecipato alle attività criminali svolte dal compagno.
I tre si dirigono quindi a Glasgow dove, trafugando denaro dai clienti in un Orange Lodge, cercano di ottenere fondi per lo sviluppo europeo con i quali avviare il proprio progetto, spacciandolo per un locale volto alla conservazione di alcune tradizioni locali. Sick Boy viene anche inquisito per aver ricattato un uomo con alcuni video compromettenti dove compariva. Dovendo cercare un difensore Mark si rivolge a Diane, la ragazza un tempo minorenne con cui ebbe una relazione nel primo film e che ora a vent'anni di distanza è un avvocato. Dopo averla consultata insieme a Veronika, mentre stanno uscendo, Diane ironicamente lo esorta a non avere una relazione con la ragazza poiché è troppo giovane per lui, esattamente come lei un tempo.
Contemporaneamente Begbie architetta un piano per fuggire dal carcere, per poi tornare alle rapine nelle case portando con sé il figlio Frank Jr. Begbie vende i beni rubati al suo vecchio amico Mikey Forrester, che ora è un "uomo d'affari" di successo. Mentre è nel magazzino di Forrester, Begbie apre un frigorifero e vi trova sacchi e scatole contenenti migliaia di compresse di Viagra, assunte le quali si reca in una discoteca, dove incontra casualmente Mark, per poi inseguirlo. Begbie visita Spud per scoprire dove Mark si nasconde, e scopre che Spud sta scrivendo un racconto che raccoglie le avventure vissute anni prima insieme allo stesso Begbie, a Mark, a Simon e agli altri. Per mezzo del telefono di Veronika, che casualmente visita Spud in quel momento, Begbie inganna sia Simon sia Mark, chiedendo loro di incontrarsi al pub del primo. Contemporaneamente Veronika e Spud spostano il denaro costituito dai fondi ottenuti sul conto bancario di Veronika, che spedisce la parte di Spud a Gail e a Fergus.
Simon e Mark si incontrano al pub, seguiti da Spud che arriva per avvertirli della trappola di Begbie. Prima che i tre possano sfuggire, Begbie arriva, tramortisce Simon e si getta all'inseguimento di Mark. Mark fugge verso il tetto, ma Begbie lo segue e lo spinge, facendolo precipitare dalle travi. Mentre cade, Mark rimane impigliato tra dei cavi che penzolano dal soffitto, i quali divengono un cappio stretto attorno al suo collo; Begbie inizia a soffocarlo a morte, tenendolo per le gambe e trascinandolo verso il basso. Simon però interviene tempestivamente, scagliandosi contro Begbie e salvando Mark.
Mentre Begbie abbozza una reazione, Spud lo colpisce violentemente alla testa con un water, rendendolo così incosciente. Mark, Spud e Simon rinchiudono Begbie nel bagagliaio di un'automobile, lasciandola alle porte della prigione. Veronika tiene il denaro che ha rubato a Simon e a Mark, tornando in Bulgaria per riunirsi con suo figlio. Spud inizia una nuova carriera da scrittore ed i suoi ricordi costituiscono la base di un libro. Mark si riconcilia definitivamente con Simon e ritorna nella casa dei suoi genitori, dove abbraccia suo padre, si reca nella sua stanza e lì, con il suo giradischi, ascolta Lust for Life.

## Produzione
Le riprese del film sono iniziate il 10 marzo 2016 a Edimburgo, in Scozia.

## Colonna sonora

### Tracce[5]
1. Lust for Life – remix dei The Prodigy
2. Shotgun Mouthwash – High Contrast
3. Silk – Wolf Alice
4. Get Up – Young Fathers
5. Relax – Frankie Goes to Hollywood
6. Eventually But (Spud’s Letter to Gail) – Underworld feat. Ewen Bremner
7. Only God Knows – Young Fathers
8. Dad’s Best Friend – The Rubberbandits
9. Dreaming – Blondie
10. Radio Ga Ga – Queen
11. It's like That – Run DMC e Jason Nevins
12. (White Man) in Hammersmith Palais – The Clash
13. Rain or Shine – Young Fathers
14. Whitest Boy on the Beach – Fat White Family
15. Slow Slippy – Underworld

## Promozione

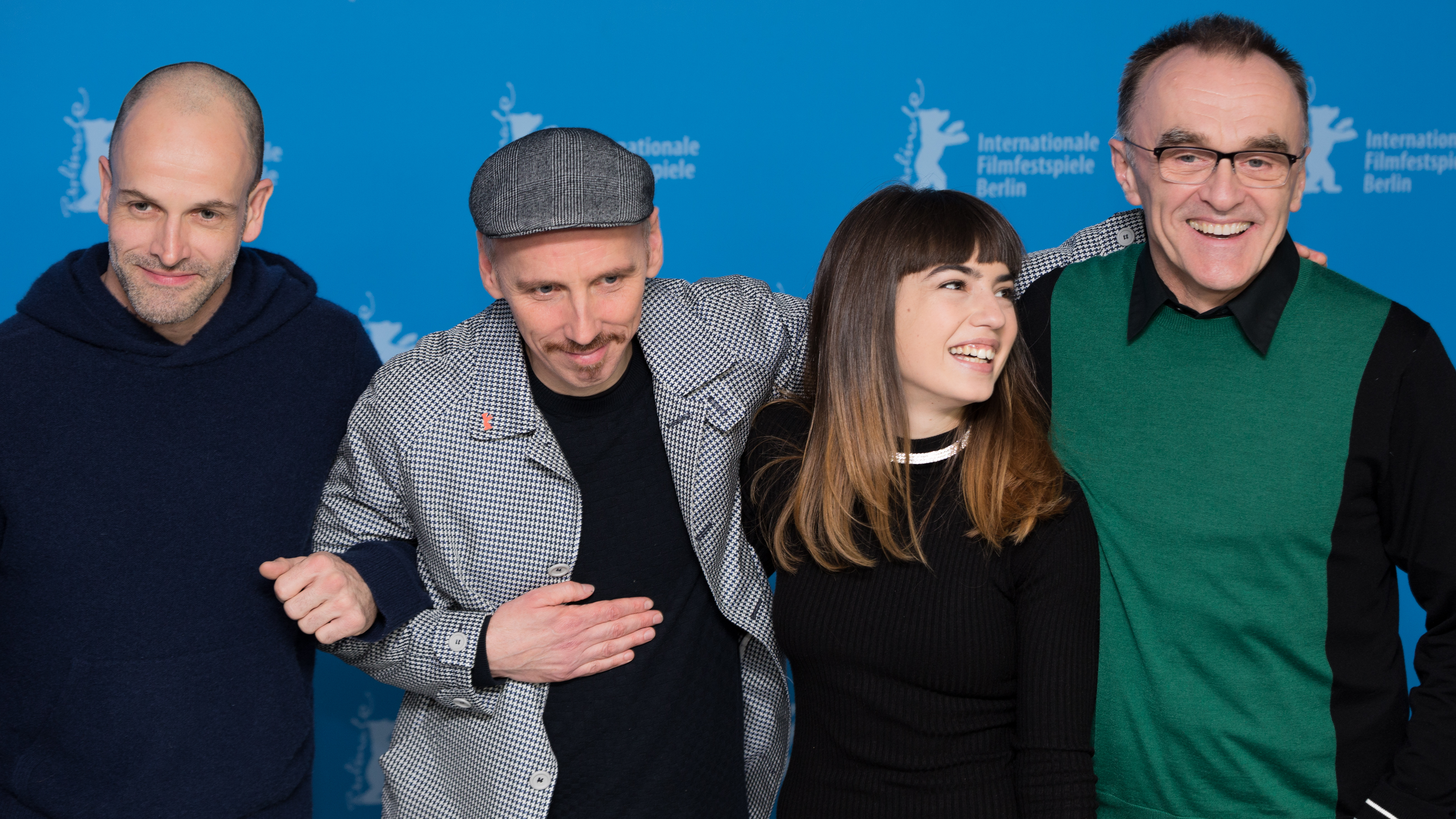
Parte del cast e il regista all'anteprima del film alla Berlinale 2017

Il primo teaser trailer del film viene diffuso il 25 luglio 2016, mentre il trailer esteso è stato diffuso il 3 novembre seguente.

## Distribuzione
La pellicola è stata distribuita nelle sale cinematografiche britanniche a partire dal 27 gennaio 2017, in quelle statunitensi dal 3 febbraio seguente ed in Italia dal 23 febbraio.

### Divieti
Negli Stati Uniti il film è stato vietato ai minori di 17 anni non accompagnati da un adulto per la presenza di "nudità, violenza, contenuti sessuali e uso di droghe".
Ha incassato globalmente circa $42,1 milioni, a fronte di un budget di produzione di $18 milioni .